# Спалення Вашингтона
38°53′23″ пн. ш. 77°00′32″ зх. д. / 38.889722222222° пн. ш. 77.008888888889° зх. д.
Спалення Вашингтона — спалення Вашингтона, столиці Сполучених Штатів Америки в ході Чесапікської кампанії англо-американської війни 1812 року. Це єдиний випадок після війни за незалежність, коли іноземна держава захопила та окупувала столицю Сполучених Штатів.